# La Belle Noiseuse
La Belle Noiseuse és una pel·lícula francesa de 1991 del director Jacques Rivette que té més de quatre hores de durada. El guió, basat en la novel·la Le Chef-d'œuvre inconnu (L'obra mestra desconeguda) d'Honoré de Balzac, va ser escrit per Jacques Rivette, Pascal Bonitzer i Christine Laurent.

## Argument
El conegut pintor Edouard Frenhofer habita al seu castell de Provença amb la seva esposa Liz, la qual havia sigut la musa de l'artista fins que aquest va decidir d'abandonar la seva activitat.
El matrimoni rep un dia la visita del pintor debutant Nicolas i la seva parella Marianne, i Frenhofer els ensenya el seu abandonat atelier mentre els parla de La Belle Noiseuse, una pintura que va abandonar fa 10 anys i per la qual la seva esposa Liz havia servit de model.
Nicolas s'adona que Frenhofer troba a Marianne fascinant, i li proposa d'usar-la de nou model. Ella, molesta inicialment per l'acord unilateral entre els dos pintors, acaba posant nua pel retirat artista, que creu retrobar en la nova i jove musa la inspiració suficient per poder concloure l'inacabat projecte de La Belle Noiseuse.
Durant cinc dies Marianne posa per Frenhofer amb l'objectiu de finalitzar el que ha de ser l'obra mestra de la carrera de l'artista, però la tensió entre els quatre protagonistes va creixent paral·lelament i es posa així en perill la culminació de La Belle Noiseuse.

## Al voltant de la pel·lícula
En la seva novel·la Le Chef-d'œuvre inconnu Balzac tractava com a tema central la creació artística relacionada amb la imitació de la natura en una història que tenia lloc a principis del segle xvii. Jacques Rivette, a l'adaptar lliurement l'obra de Balzac, situa l'acció en un marc contemporani i se centra en les relacions entre el pintor, la model i la pintura. En aquesta versió, és la model del pintor, la bella Marianne, qui serà destruïda a causa del seu reencontre amb la pintura d'ella mateixa.

### Estrena i versió curta
La pel·lícula va ser rodada a Hérault. L'estrena mundial va tenir lloc el maig de 1991 durant el Festival de Cinema de Canes. El 8 de setembre del mateix any la pel·lícula va ser mostrada al Festival Internacional de Cinema de Toronto i el 2 d'octubre al Festival de Cinema de New York. Als EUA la pel·lícula va recaptar uns 409.000 dòlars.
Les quatre hores de durada de la pel·lícula es deuen en gran part a les llargues escenes protagonitzades per les mans de l'artista, dibuixant i fent esbossos de la model. Aquestes llargues preses són a temps real i les mans de l'artista treballant sobre la tela pertanyen a l'artista francès Bernard Dufour.
Jacques Rivette va fer també una versió curta de la pel·lícula, que va sortir als cinemes amb el títol de Divertimento i tenia dues hores de durada. Aquesta segona versió, però, es tracta de fet d'una pròpia pel·lícula més que d'una versió abreujada perquè conté escenes que no apareixen a la versió original. A més, mentre que la versió original té com a tema central el procés de creació de l'artista, la versió curta dona més protagonisme a les relacions entre els protagonistes.

## Premis i Nominacions
Jacques Rivette va obtenir el Gran Premi del Jurat i un premi especial del Festival de Canes.
Jacques Rivette, Michel Piccoli, Emmanuelle Béart i Jane Birkin van ser nominats als premis César de 1992.
El 1991, La Belle Noiseuse va ser proclamada millor pel·lícula estrangera per Los Angeles Film Critics Association.
El 1992 Jacques Rivette va obtenir el premi del Syndicat Français de la Critique de Cinéma i el 1993 el premi japonès Kinema Junpo.